# Ciągnik siodłowy

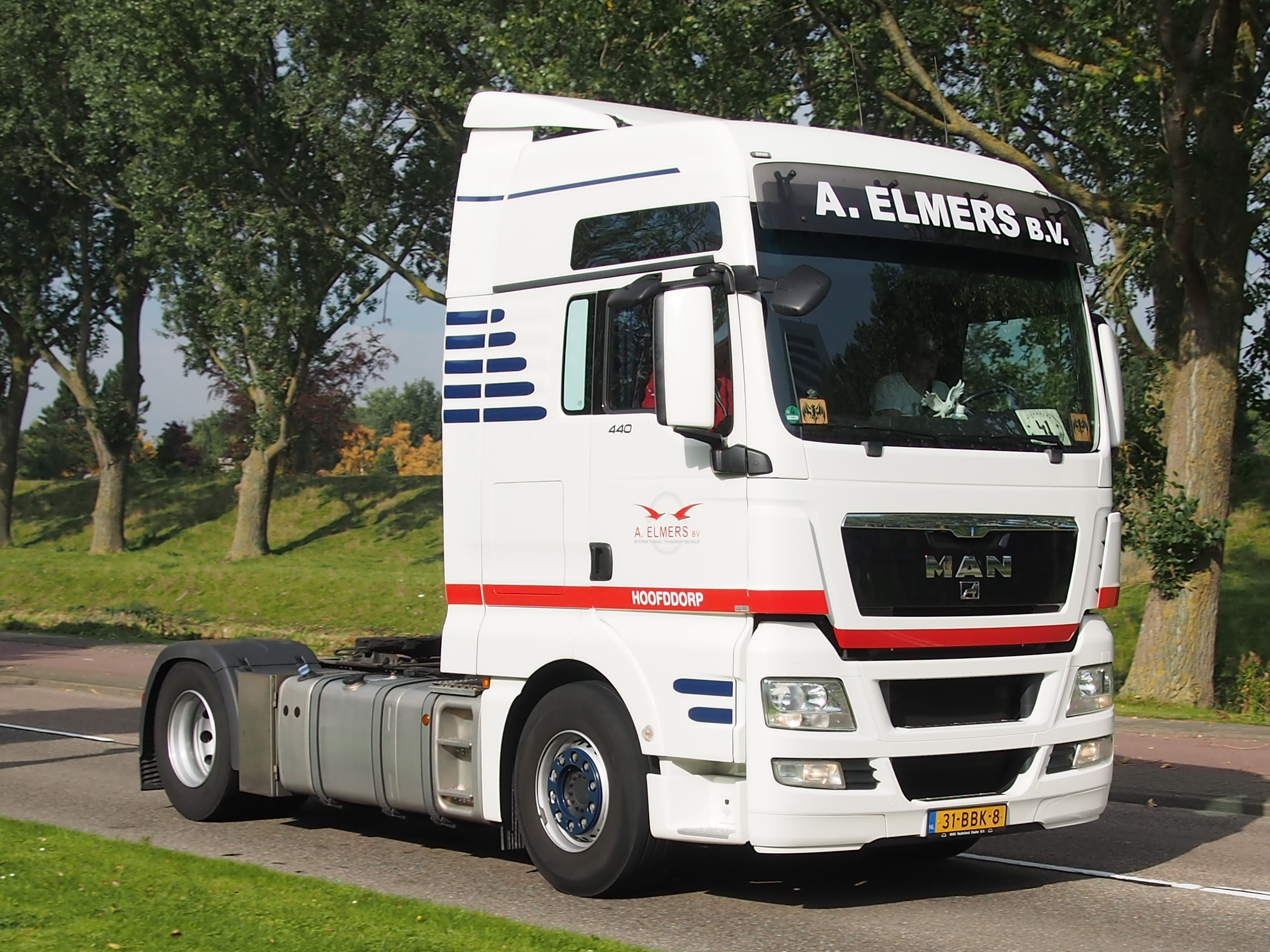
Ciągnik siodłowy

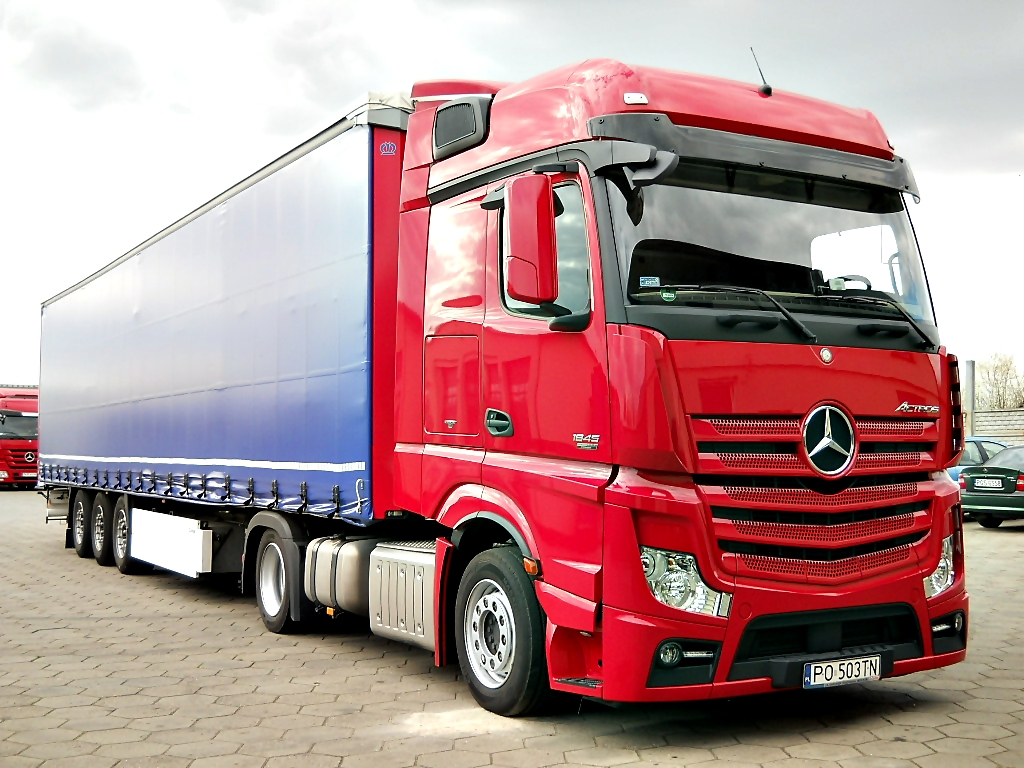
Ciągnik siodłowy z podpiętą naczepą

Ciągnik siodłowy – pojazd samochodowy transportowy przeznaczony wyłącznie lub głównie do ciągnięcia innych pojazdów drogowych, które nie posiadają napędu własnego (przede wszystkim naczep).
Elementem pozwalającym na połączenie naczepy z ciągnikiem siodłowym jest siodło. Nie stanowi ono sztywnego połączenia, ale pozwala na skręcanie naczepy względem ciągnika. Siodło znajduje się nad tylną, napędzaną osią/osiami ciągnika, dzięki czemu część ciężaru naczepy zostaje na nie przeniesiona. Dzięki skrętnemu połączeniu ciągnika z naczepą, zespoły takie mimo znacznej długości pozwalają zachować relatywnie niewielki promień skrętu.
Ciągniki siodłowe są powszechnie stosowane w transporcie z powodu ich licznych zalet w stosunku do zwykłych samochodów ciężarowych. Mogą przewozić większe obciążenia dzięki rozłożeniu ciężaru na więcej osi. Nastręczają mniej problemów przy manewrowaniu niż samochody ciężarowe z przyczepą o tej samej długości. Zestawy takie są bardzo uniwersalne: do jednego ciągnika można przyłączać różnego rodzaju naczepy, przeznaczone do przewozu zupełnie różnych ładunków. Jest to bardzo korzystne ze względów ekonomicznych – w razie potrzeby zamiast kupna kolejnego samochodu z odpowiednim nadwoziem, wystarczy zakupić odpowiednią naczepę. Zaczepienie i odczepienie naczepy od ciągnika nie zajmuje wiele czasu.
Znane firmy produkujące ciągniki siodłowe to m.in. MAN, DAF, Scania, Mercedes, Iveco, Kenworth, Renault, Peterbilt, Volvo oraz Mack. W PRL ciągniki siodłowe produkowały zakłady Star, jak i Jelcz.

Schemat układu ciągnik siodłowy – naczepa (układ najbardziej typowy w Europie)
1. ciągnik siodłowy
2. naczepa (odłączalna)
3. przedział silnika
4. kabina
5. część sypialna (nie występuje we wszystkich ciągnikach)
6. owiewka
7. zbiornik paliwa
8. siodło
9. przestrzeń ładunkowa
10. łapy – używane gdy naczepa jest odłączona